# Splinten
Splinten (norwegisch für Splitter) ist ein Berg im ostantarktischen Königin-Maud-Land. Im Borg-Massiv ragt er als einer der Seilkopfberge unmittelbar nördlich des Pilarryggen auf.
Norwegische Kartographen, die ihn auch benannten, kartierten ihn anhand geodätischer Vermessungen und Luftaufnahmen der Norwegisch-Britisch-Schwedischen Antarktisexpedition (1949–1952).